# Synagoge (Andrychów)
Koordinaten: 49° 51′ 14″ N, 19° 20′ 20″ O

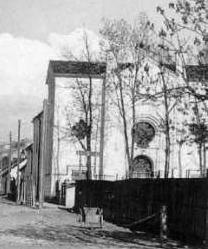
Synagoge in Andrychów

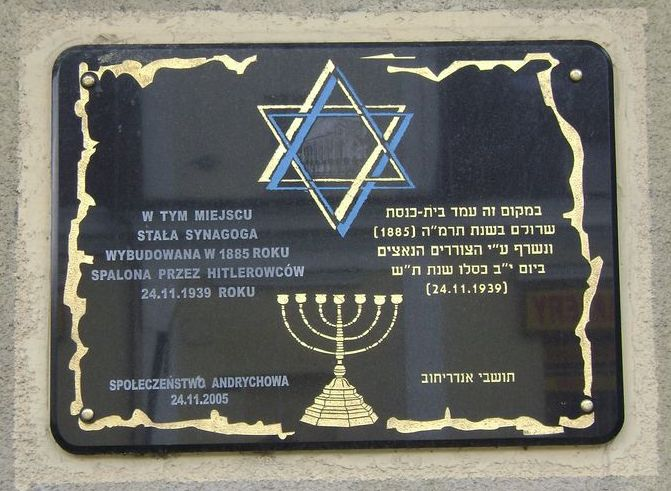
Gedenktafel

Die Synagoge in Andrychów (deutsch Andrichau, älter auch Heinrichau), einer Stadt im Süden Polens in der Wojewodschaft Kleinpolen, wurde 1885 nach Plänen des Architekten Karl Korn errichtet. Die Synagoge wurde im November 1939 von den deutschen Besatzern beim Überfall auf Polen zerstört.  
Die Synagoge bot Platz für 600 Gottesdienstbesucher, sie war mit einer Frauenempore ausgestattet. 
Im November 2001 wurde eine Gedenktafel zur Erinnerung an die ehemalige Synagoge aufgestellt.